# 大好きだよ (川嶋あいの曲)
「大好きだよ」（だいすきだよ）は日本のシンガーソングライター・川嶋あいが2009年12月16日に発売した18枚目のシングル。

## 概要
前作「大丈夫だよ」から8か月ぶりのリリースとなるシングル。
通常盤と初回限定盤の2種類で発売されている。初回盤は特典DVDが付属。
前作と同じく、3トラック目が通常盤と初回限定盤で別々の楽曲が収録されている。また、前作に続き表題曲の曲名が「〜だよ」となっている。
3トラック目に収録される曲はどちらもPSP用ゲームソフト『ときめきメモリアル4』のエンディングテーマである。2009年11月25日に着うたが先行配信されている。

## 収録曲
- 全作詞・作曲：川嶋あい　編曲：Takashi Nagasawa

### 通常盤
1. 大好きだよ
日本テレビ系『THE・サンデー NEXT』（2009年12月 - 2010年1月）エンディングテーマ
2. Oh my snow
3. 海が運ぶうた
コナミ『ときめきメモリアル4』ビターエンディングテーマ

### 初回盤
CD
1. 大好きだよ
2. Oh my snow
3. believe me,I believe you
『ときめきメモリアル4』スウィートエンディングテーマ

DVD
1. 大好きだよ Video Clip